# 巴黎蒙帕纳斯站
巴黎蒙帕纳斯站（法語：Gare de Paris-Montparnasse）是法國國鐵在巴黎的七大列车始发站之一，位于巴黎市区南偏西的十四区。该站最初仅发送连接巴黎和法国布列塔尼及诺曼底南部部分地区的列车。自1990年法国高速铁路大西洋线建成投入运营后，蒙帕纳斯站的列车通达范围覆盖了几乎整个法国西部，包含了高铁、普通列车和大区列车三项主要服务。2016年，蒙帕纳斯车站的旅客发送超过5300万人次，在巴黎排名第四。
巴黎蒙帕纳斯站也是巴黎市区内距离高速铁路正线最近的始发铁路车站，法国高速铁路大西洋线的起点距离巴黎蒙帕纳斯站只有2.2公里。

## 历史

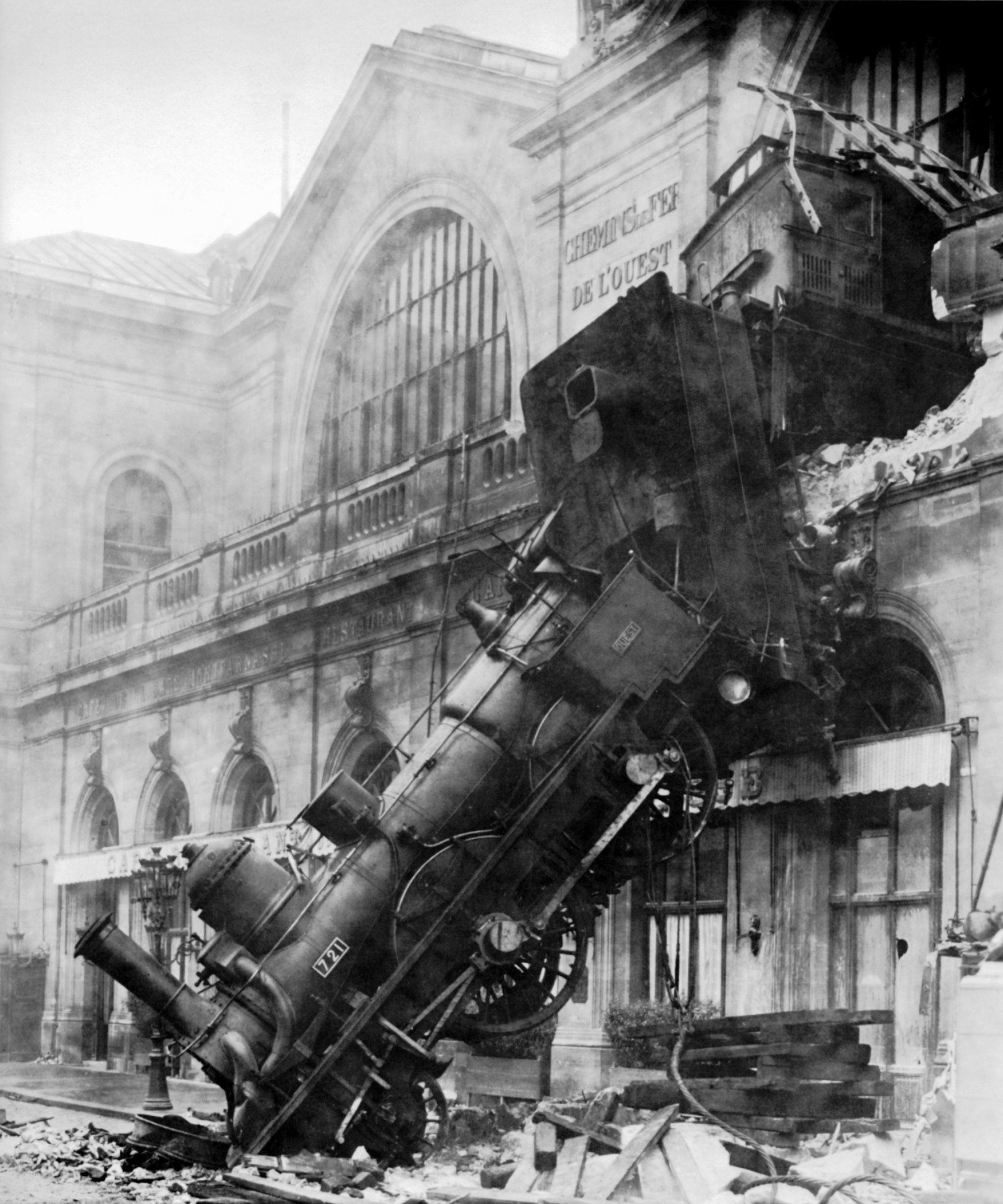
1895年的列车事故，此站房今已不存

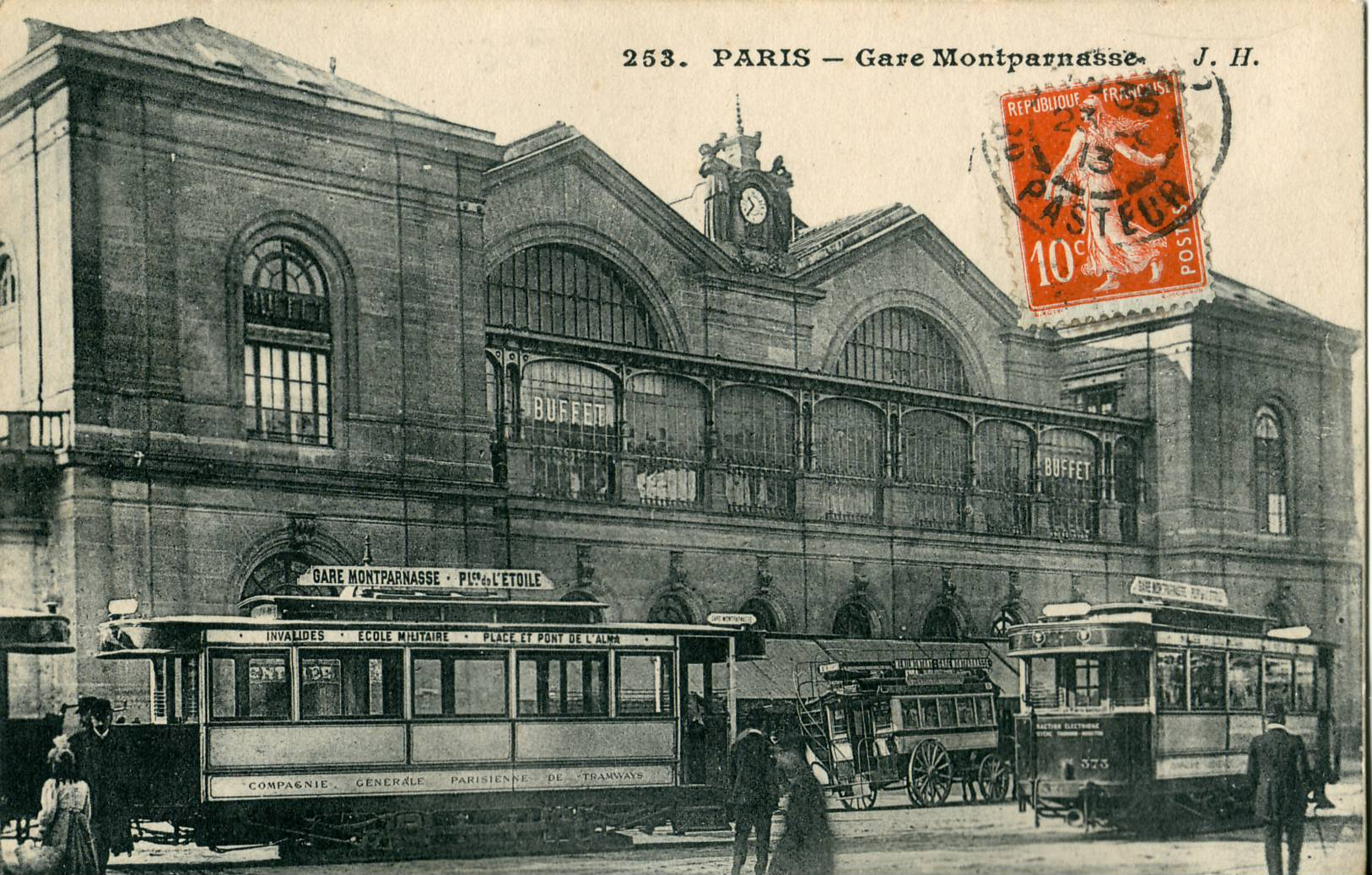
一战前的车站

最早的蒙帕纳斯站于1840年落成，当时叫做“西部-左岸站”（Gare de l'Ouest - Rive gauche），建在雷恩路（Rue de Rennes）的路头。其后随着交通流量的增长，原有的站屋显得过于狭窄，而于1852年在原址上重建。直到1960年代一直未有太大变化。在此期间，有不少布列塔尼人从法国西部来到巴黎找工作，就通过此站。
1895年10月22日，一列从西部格朗维尔（法語：Granville）开往蒙帕纳斯车站的蒸汽机车由于晚点，司机没有及时刹车，而后来刹车失控，结果列车撞上轨道尽头的缓冲器，又冲过车站大厅，一直冲出站外，直到车头触到站外电车路地面，此事故造成5人重伤，另外路边附近报亭的一名路人被水泥碎片击中身亡。
1930年代末，该站新建了一个名叫“Maine”的站厅，成为国内干线列车的始发站，而原有的站厅由于过于狭小而只供远郊列车使用。1944年8月25日，納粹德軍指挥官迪特里希·冯·肖尔蒂茨（Dietrich von Choltitz）在此站向盟军投降，是日巴黎解放。
1960年代，该站在原址上进行了一次大规模重建。原有的站屋被拆毁，新的车站大楼被整合进周边的一系列高楼群中。这次重建工程由多个建筑师负责设计，从外观上看，看不有车站的模样，1969年9月，新车站落成投入使用。
1990年为迎接新开通TGV大西洋线，车站内部进行了一次重整。车站门面被更换为玻璃材质，称为“海洋之门”（Porte Océane），轨道上方也被很大的一块石板覆盖，石板上方建起了停车场和花园，称作“大西洋花园”。

## 轨道布置
巴黎蒙帕纳斯站共有三个站厅，均为地面尽头式车站。其中1号和2号站厅位于车站中央部分，负责接发所有TGV、Transilien及部分TER线路；3号站厅位于车站西侧，距离主站房约300米，主要负责Ouigo、Intercités及部分TER线路。

#### 1号和2号站厅（1-2）
1号站厅负责法兰西岛大区列车，2号站厅负责长途列车。由于1号站厅和2号站厅位于同一位置，因此有时又合称1-2站厅（Montparnasse 1-2）。乘坐法兰西岛大区列车N线的乘客需经过闸机，而自2017年底开始，前往1号至9号路轨的站台也加装了闸机装置，乘客需持有有效车票才能进入，且通道将于列车发车前2分钟关闭。
此外，1-2号站厅的中部设有地下通道，可连接地表停车场及3号站厅。
| 东南↑ |      |            |  |
|       | 侧式 |            |  |
| 1道   |      | →          |  |
| 2道   |      | →          |  |
|       | 岛式 |            |  |
| 3道   |      | →          |  |
| 4道   |      | →          |  |
|       | 岛式 |            |  |
| 5道   |      | →          |  |
| 6道   |      | →          |  |
|       | 岛式 |            |  |
| 5道   |      | →          |  |
| 6道   |      | →          |  |
|       | 岛式 |            |  |
| 7道   |      | →          |  |
| 8道   |      | →          |  |
|       | 岛式 |            |  |
| 9道   |      | →          |  |
| 10道  |      | （ 专用）→ |  |
|       | 岛式 |            |  |
| 11道  |      | （ 专用）→ |  |
| 12道  |      | （ 专用）→ |  |
|       | 岛式 |            |  |
| 13道  |      | （ 专用）→ |  |
| 14道  |      | （ 专用）→ |  |
|       | 岛式 |            |  |
| 15道  |      | （ 专用）→ |  |
| 16道  |      | （ 专用）→ |  |
|       | 岛式 |            |  |
| 17道  |      | （ 专用）→ |  |
| 18道  |      |            |  |
|       | 岛式 |            |  |
| 19道  |      | →          |  |
| 20道  |      | →          |  |
|       | 岛式 |            |  |
| 21道  |      | →          |  |
| 22道  |      | →          |  |
|       | 岛式 |            |  |
| 23道  |      | →          |  |
| 24道  |      | →          |  |
|       | 侧式 |            |  |
| 西北↓ |      |            |  |

↓与3号站厅相连

#### 3号站厅（沃日拉尔）
3号站厅位于车站西南侧，由车站入口步行前往需要大约5分钟。该站厅外亦设有出入口，因靠近沃日拉尔路，因此3号站厅有时又称为"巴黎沃日拉尔火车站"（法語：Gare de Paris-Vaugirard）
↑与1-2号站厅相连
| 东南↑ |      |   |  |
|       | 侧式 |   |  |
| 25道  |      | → |  |
| 26道  |      | → |  |
|       | 岛式 |   |  |
| 27道  |      | → |  |
| 28道  |      | → |  |
|       | 侧式 |   |  |
| 西北↓ |      |   |  |

## 停靠线路

巴黎各大火车站的列车服务覆盖范围，绿色为蒙帕纳斯站的覆盖范围（2012年）

以下列车线路在巴黎蒙帕纳斯站停靠：
| 巴黎蒙帕纳斯站列车线路表（长途线路） |                         |          |                                   |              |
| 线路                                 | 车种                    | 上一站   | 下一站                            | 大致运行频率 |
| 巴黎蒙帕纳斯—布雷斯特                | TGV                     | （起点） | 勒芒/雷恩                         | 每天8趟左右  |
| 巴黎蒙帕纳斯—坎佩尔                  | TGV                     | （起点） | 勒芒/雷恩                         | 每天7趟左右  |
| 巴黎蒙帕纳斯—圣布里厄                | TGV                     | （起点） | 雷恩                              | 每天1趟      |
| 巴黎蒙帕纳斯—拉尼永                  | TGV                     | （起点） | 雷恩                              | 每天1趟      |
| 巴黎蒙帕纳斯—洛里昂                  | TGV                     | （起点） | 雷恩                              | 每天1-2趟    |
| 巴黎蒙帕纳斯—圣马洛                  | TGV                     | （起点） | 勒芒/拉瓦勒/雷恩                  | 每天4趟左右  |
| 巴黎蒙帕纳斯—雷恩                    | TGV                     | （起点） | 勒芒/拉瓦勒/雷恩                  | 每天9趟左右  |
| 巴黎蒙帕纳斯—南特                    | TGV                     | （起点） | 勒芒/昂热                         | 每天6趟左右  |
| 巴黎蒙帕纳斯—南特                    | TGV                     | （起点） | 萨布莱                            | 每天1-2趟    |
| 巴黎蒙帕纳斯—南特                    | TGV                     | （起点） | 南特                              | 每天8趟左右  |
| 巴黎蒙帕纳斯—圣纳泽尔/勒克鲁瓦西克   | TGV                     | （起点） | 南特                              | 每天5趟左右  |
| 巴黎蒙帕纳斯—莱萨布勒多洛讷          | TGV                     | （起点） | 南特                              | 每天2趟左右  |
| 巴黎蒙帕纳斯—勒芒/昂热               | TGV                     | （起点） | 勒芒                              | 每天4趟左右  |
| 巴黎蒙帕纳斯—图尔                    | TGV                     | （起点） | 旺多姆TGV                         | 每天5趟左右  |
| 巴黎蒙帕纳斯—普瓦捷                  | TGV                     | （起点） | 旺多姆TGV/圣皮耶尔代科尔/沙泰勒罗 | 每天6趟左右  |
| 巴黎蒙帕纳斯—拉罗谢尔                | TGV                     | （起点） | 圣皮耶尔代科尔/普瓦捷             | 每天8趟左右  |
| 巴黎蒙帕纳斯—波尔多                  | TGV                     | （起点） | 旺多姆TGV                         | 每天1趟      |
| 巴黎蒙帕纳斯—波尔多                  | TGV                     | （起点） | 圣皮埃尔德科尔/普瓦捷             | 每天6趟左右  |
| 巴黎蒙帕纳斯—波尔多                  | TGV                     | （起点） | 昂古莱姆                          | [ 註 3 ]     |
| 巴黎蒙帕纳斯—波尔多                  | TGV                     | （起点） | 波尔多                            | 每天8趟左右  |
| 巴黎蒙帕纳斯—图卢兹                  | TGV                     | （起点） | 波尔多                            | 每天5趟左右  |
| 巴黎蒙帕纳斯—塔布                    | TGV                     | （起点） | 波尔多                            | 每天6趟左右  |
| 巴黎蒙帕纳斯—昂代                    | TGV                     | （起点） | 波尔多                            | 每天4趟左右  |
| 巴黎蒙帕纳斯—雷恩                    | Ouigo                   | （起点） | 马西TGV                           | 每天1-2趟    |
| 巴黎蒙帕纳斯—南特                    | Ouigo                   | （起点） | 马西TGV                           | 每天1-2趟    |
| 巴黎蒙帕纳斯—波尔多                  | Ouigo                   | （起点） | 马西TGV/圣皮耶尔代科尔            | 每天2-3趟    |
| 巴黎蒙帕纳斯—格朗维尔                | Intercités              | （起点） | 凡尔赛/德勒                       | 每天6趟左右  |
| 巴黎蒙帕纳斯—阿让唐                  | TER Normandie           | （起点） | 凡尔赛/德勒                       | 每天6趟左右  |
| 巴黎蒙帕纳斯—勒芒                    | TER Centre-Val-de-Loire | （起点） | 凡尔赛                            | 每天9趟左右  |
| 巴黎蒙帕纳斯—沙特尔/诺让勒罗特鲁     | TER Centre-Val-de-Loire | （起点） | 凡尔赛                            | 每天12趟左右 |
| 1. 2. 3.                             |                         |          |                                   |              |

### 区域列车
蒙帕纳斯站是巴黎西南部远郊路网的起点，乘客可以乘坐各班列车来往巴黎和西南郊等地。
| 巴黎蒙帕纳斯站列车线路表（区域线路） |          |           |                                       |                                       |
| 起点                                 | 上一站   | 线路      | 下一站                                | 终点                                  |
| （起点）                             | （起点） | [T] · [N] | 旺沃-马拉科夫                         | 塞夫尔左岸                            |
| （起点）                             | （起点） | [T] · [N] | 旺沃-马拉科夫 塞夫尔左岸 维罗夫莱左岸 | 普莱西尔-格里尼翁 朗布依埃 芒特拉若利 |
| （起点）                             | （起点） | [T] · [N] | 凡尔赛尚捷                            | 德勒                                  |
| 1.                                   |          |           |                                       |                                       |

## 配套交通
蒙帕纳斯车站的北边地下有对应的地铁站，方便乘客乘坐地铁4、6、12、13号线前往巴黎市区各处。其中6号线和13号线就在车站正门地底，4号线和12号线与另外两条线通过一条长的电动步道相连。
车站地面也有对应的公交站，方便乘客乘坐各条公交线路前往巴黎市区各处。

### 地铁
巴黎蒙帕纳斯站的地下有相应的地铁站，方便乘客乘坐地铁4、地铁6、12和13号线前往巴黎市区各处。
| 巴黎蒙帕纳斯站附近的地铁线路 |                                |                                                                                   |
| 地铁车站名称                 | 位置                           | 停靠线路                                                                          |
| 蒙帕纳斯-比安弗尼            | 车站门口 （地下车站）          | 夏爾·戴高樂-星形（Charles de Gaulle - Etoile） ↔ 民族（Nation） 沙蒂永-蒙鲁日（Châtillon - Montrouge） ↔ 莱库尔蒂耶（Les Courtilles）/圣但尼大学（Saint-Denis - Université） |
| 蒙帕纳斯-比安弗尼            | 车站北侧约300米外 （地下车站） | 克利尼昂库尔门（Porte de Clignancourt） ↔ 蒙鲁日市政府（Mairie de Montrouge） 人民阵线（Front Populaire） ↔ 伊西市政府（Mairie d'Issy）               |

### 公共汽车
| 蒙帕纳斯站附近的市内公共交通线路 |                                     | |
| 公交车站名称                     | 位置                                | 停靠线路 |
| 蒙帕纳斯火车站                   | 车站正门口靠西 （沃日拉尔路）       | 91 蒙帕纳斯2号高铁站（Montparnasse 2 Gare TGV） ↔ 巴士底（Bastille） 92 蒙帕纳斯火车站（Gare Montparnasse） ↔ 尚佩雷门（Porte de Champerret） 94 蒙帕纳斯火车站（Gare Montparnasse） ↔ 勒瓦卢瓦-路易松·波贝（Levallois - Louison Bobet） 95 旺沃门（Porte de Vanves） ↔ 蒙马特门（Porte de Montmartre） 96 蒙帕纳斯火车站（Gare Montparnasse） ↔ 莱利拉门（Porte de Lilas） 里昂火车站（Gare de Lyon） （巴黎内环线）（Circulaire intérieur） 里昂火车站（Gare de Lyon） （巴黎外环线）（Circulaire Extérieur） 塞夫尔桥（Pont de Sèvres） ↔ 罗曼维尔-卡诺（Romainville - Carnot） 伊西市政府（Mairie d'Issy） ↔ 博比尼-巴勃罗·毕加索站（Bobigny - Pablo Picasso） 蒙帕纳斯火车站（Gare Montparnasse） ↔ 克拉马尔-乔治·蓬皮杜（Clamart - Georges Pompidou） 蒙帕纳斯火车站（Gare Montparnasse） ↔ 兰日斯国际贸易中心（） 蒙帕纳斯火车站（Gare Montparnasse） ↔ 马西-帕莱索站（Massy - Palaiseau） 蒙帕纳斯火车站（Gare Montparnasse） ↔ 韦利济-维拉库布莱-罗贝尔·瓦格纳（Vélizy-Villacoublay - Robert Wagner） |
| 蒙帕纳斯火车站                   | 车站正门口靠东 （曼恩大道）         | 28 圣拉扎尔火车站（Gare St-Lazare） ↔ 奥尔良门（Porte d'Orléans） 58 沙特莱（Châtelet） ↔ 旺沃-米舍莱高级中学（Vanves - Lycée Michelet） |
| 蒙帕纳斯2号高铁站                | 车站中部顶层 （布冯高中三壮士广场） | 88 乔治·蓬皮杜欧洲医院（） ↔ 蒙苏里-伊苏瓦尔公墓（Montsouris - Tombe Issoire） 91 蒙帕纳斯2号高铁站（Montparnasse 2 Gare TGV） ↔ 巴士底（Bastille） 蒙帕纳斯火车站（Gare Montparnasse） ↔ 马西-帕莱索站（Massy - Palaiseau） 蒙帕纳斯火车站（Gare Montparnasse） ↔ 韦利济-维拉库布莱-罗贝尔·瓦格纳（Vélizy-Villacoublay - Robert Wagner） |
| 科唐坦-蒙帕纳斯3号               | 车站中部西侧 （科唐坦路）           | 88 蒙苏里-伊苏瓦尔公墓（Montsouris - Tombe Issoire） → 乔治·蓬皮杜欧洲医院（） |
| 1. 2.                            |                                     | |

### 长途汽车
| 停靠蒙帕纳斯站的大巴车            |            |                                                                                          |
| 上下车地点                        | 运营单位   | 主要线路及目的地                                                                         |
| 蒙帕纳斯站门口西侧 （沃日拉尔路） | Bus Direct | 1 巴黎奥利机场 4 巴黎戴高乐机场                                                          |
| 蒙帕纳斯站门口西侧 （沃日拉尔路） | [ 6 ]      | 沙维尔 · 维罗夫莱 · 凡尔赛 · 圣西尔莱科勒 · 伊夫林地区圣康坦                             |
| 蒙帕纳斯站门口西侧 （沃日拉尔路） | RATP/SNCF  | （当某条铁路或地铁线施工或发生故障时，SNCF或RATP可能也会提供途径该线路沿途站点的大巴车） |
| 1. 2.                             |            |                                                                                          |

## 图片

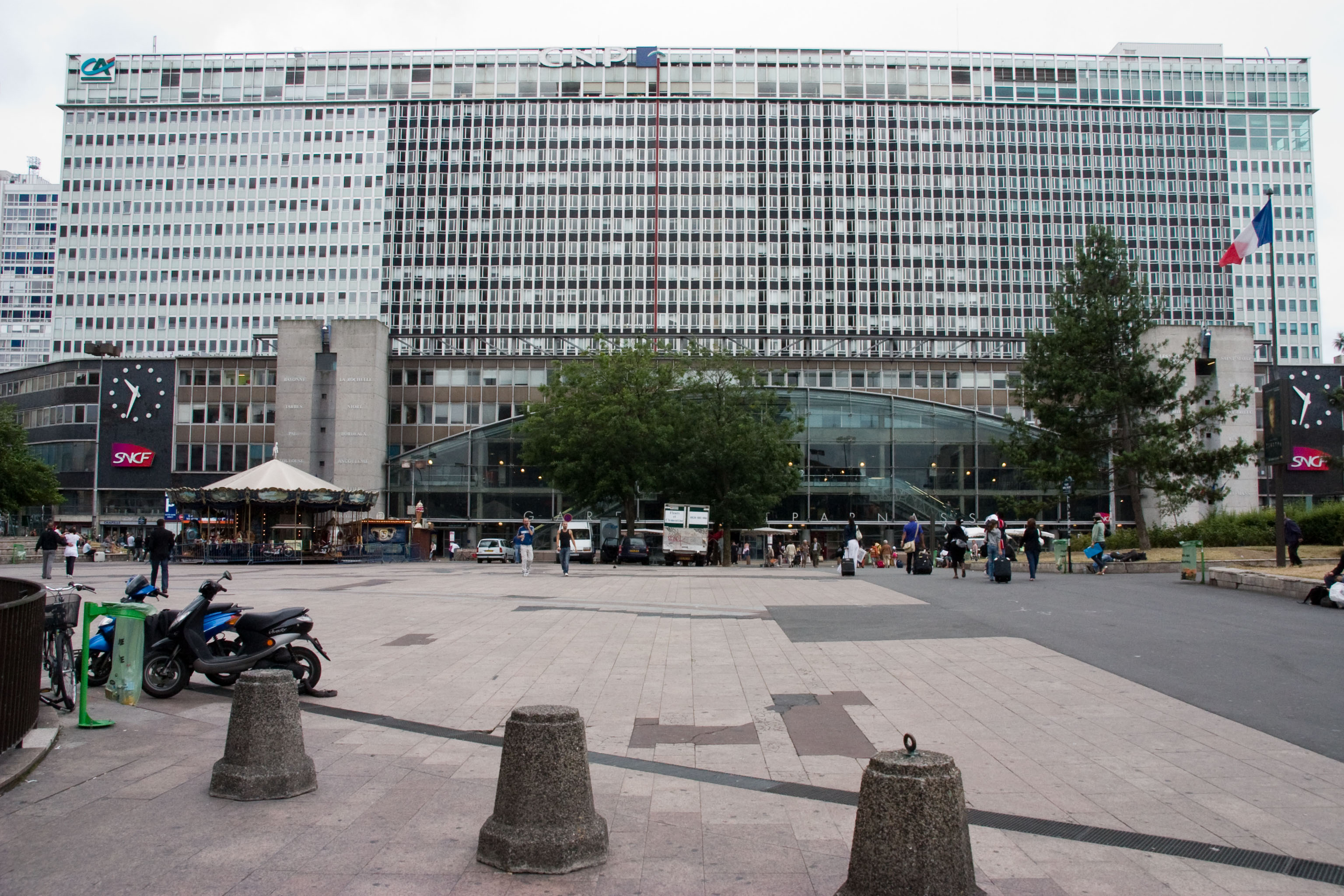
车站正面
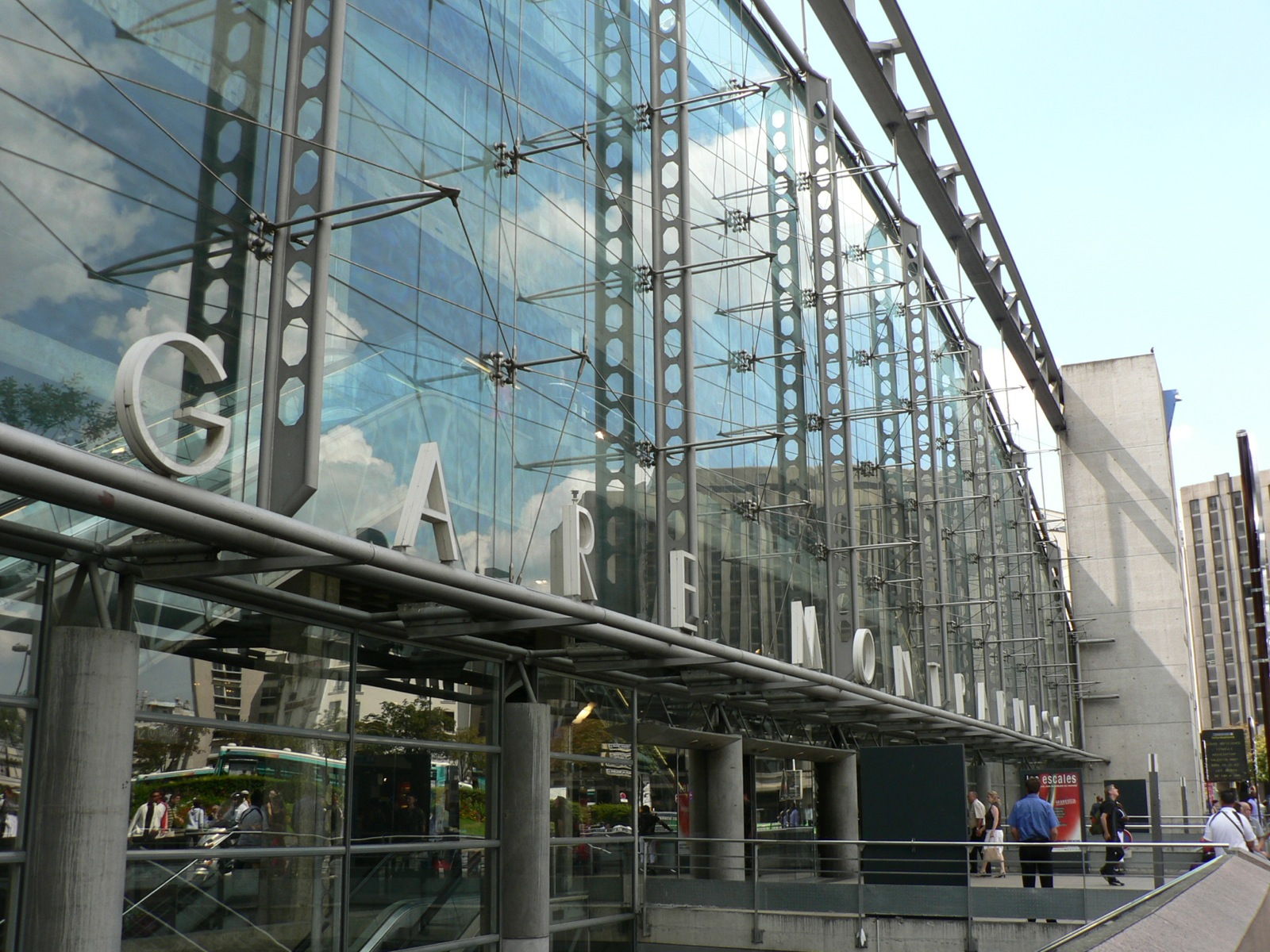
正门入口
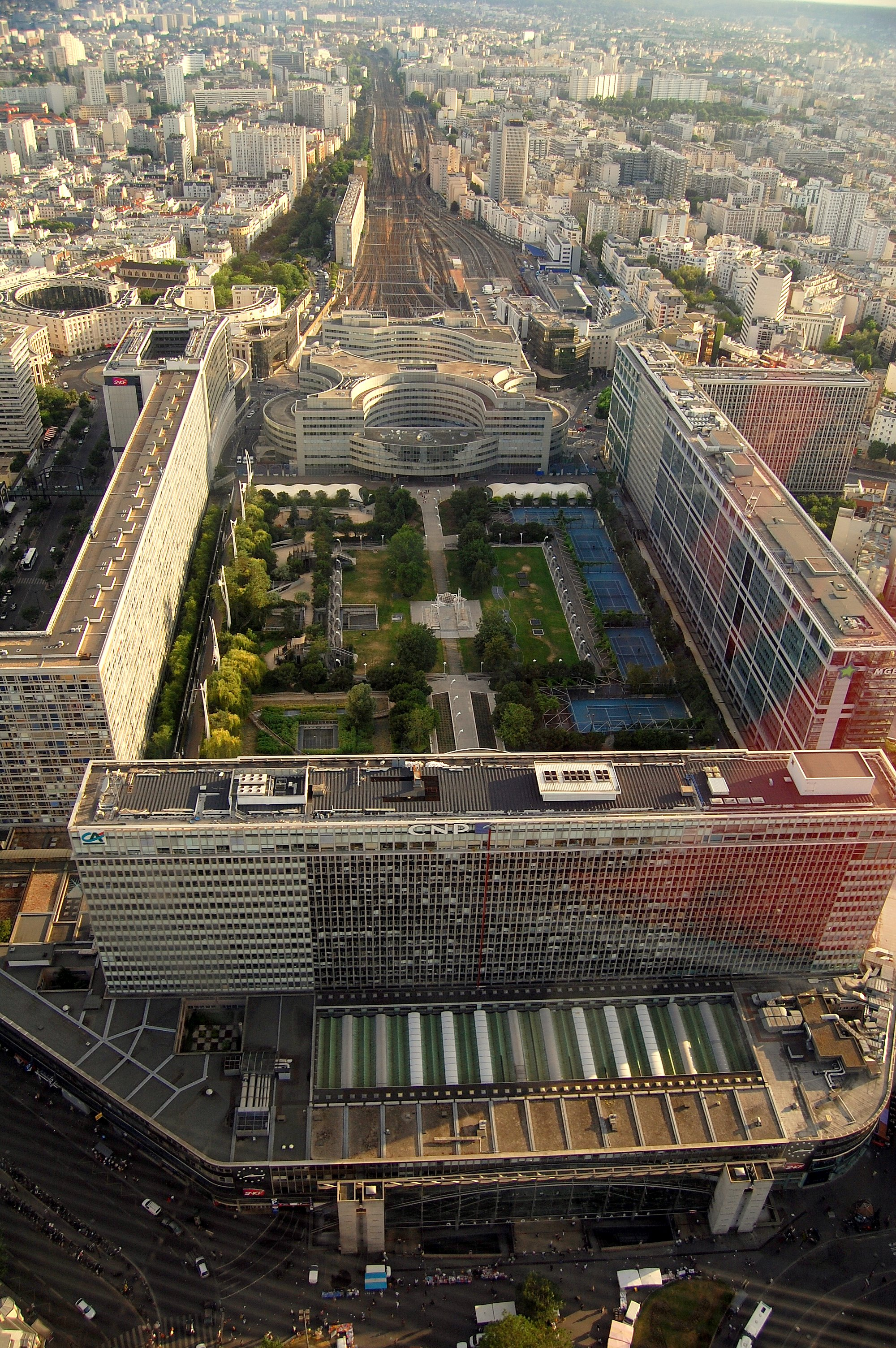
从蒙帕纳斯大楼上鸟瞰车站
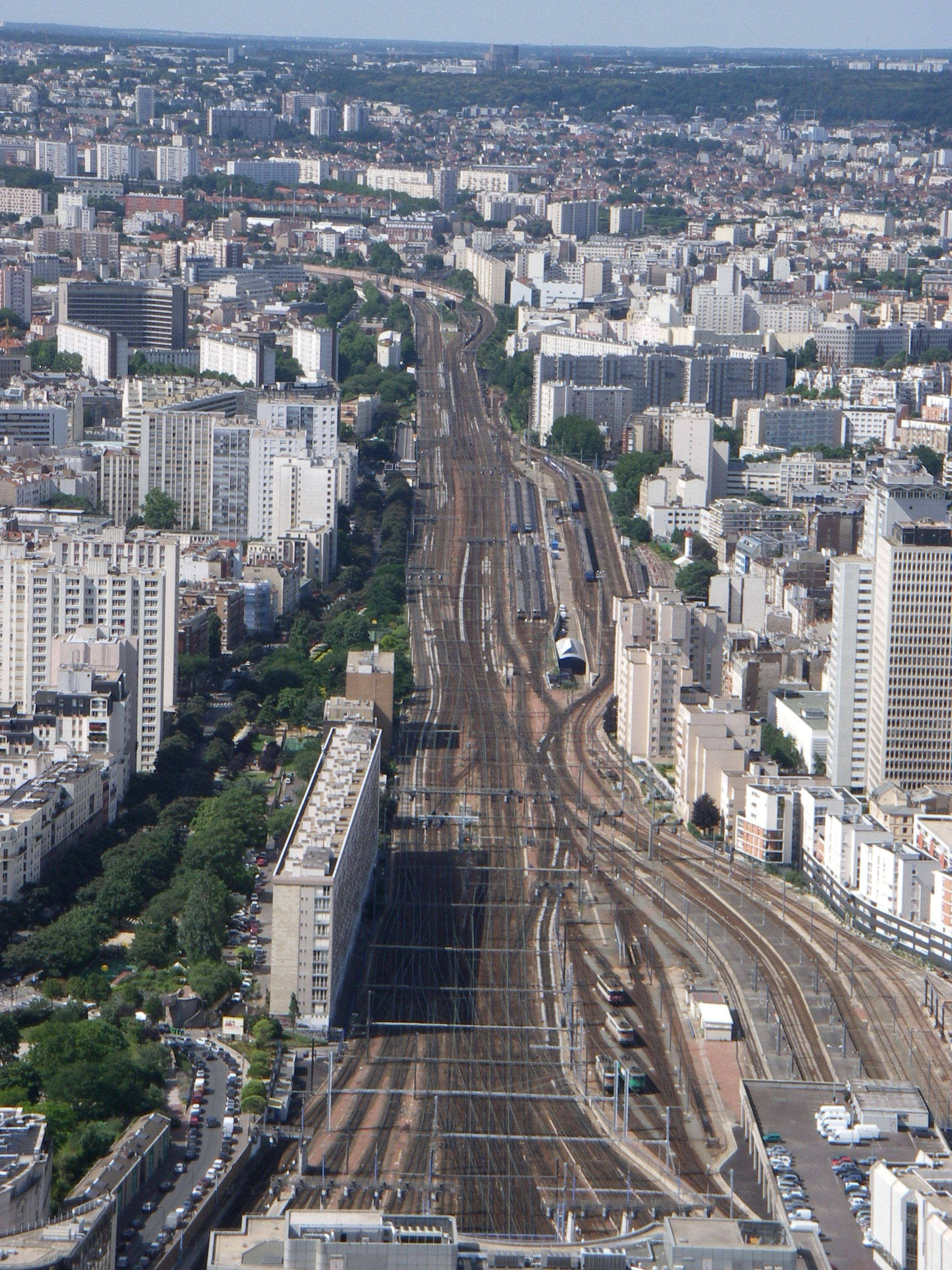
铁轨向远处延伸
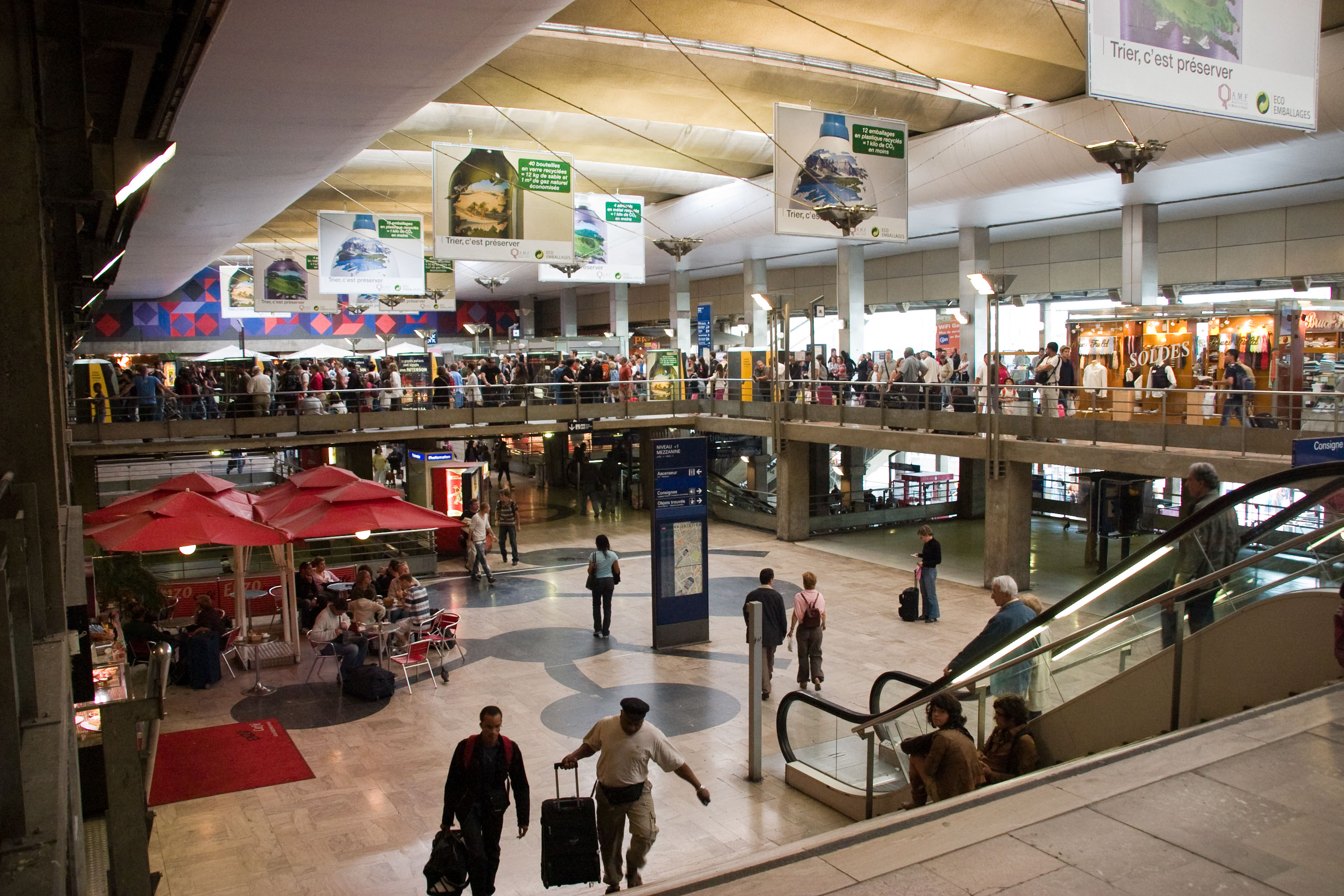
车站大厅
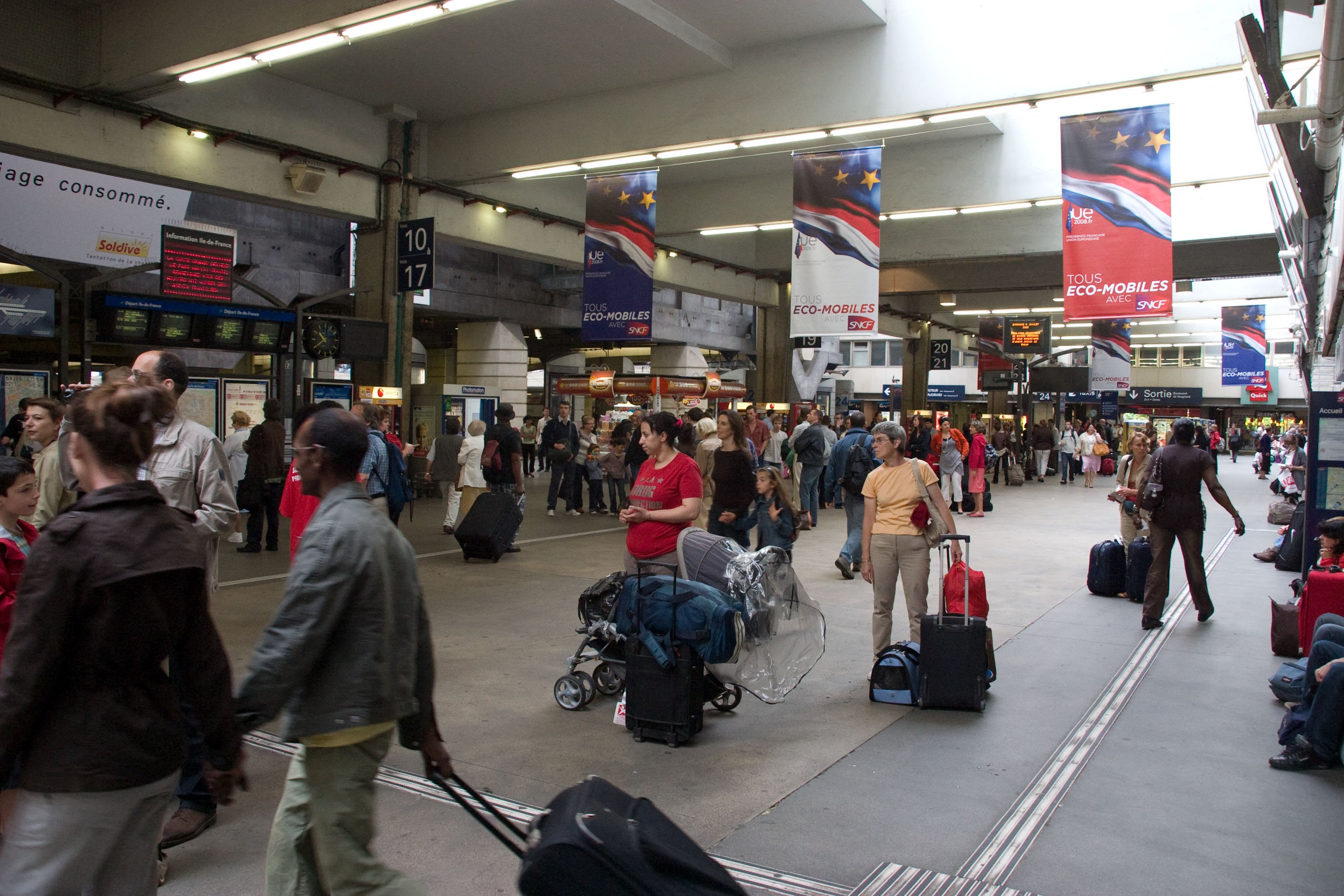
月台出口
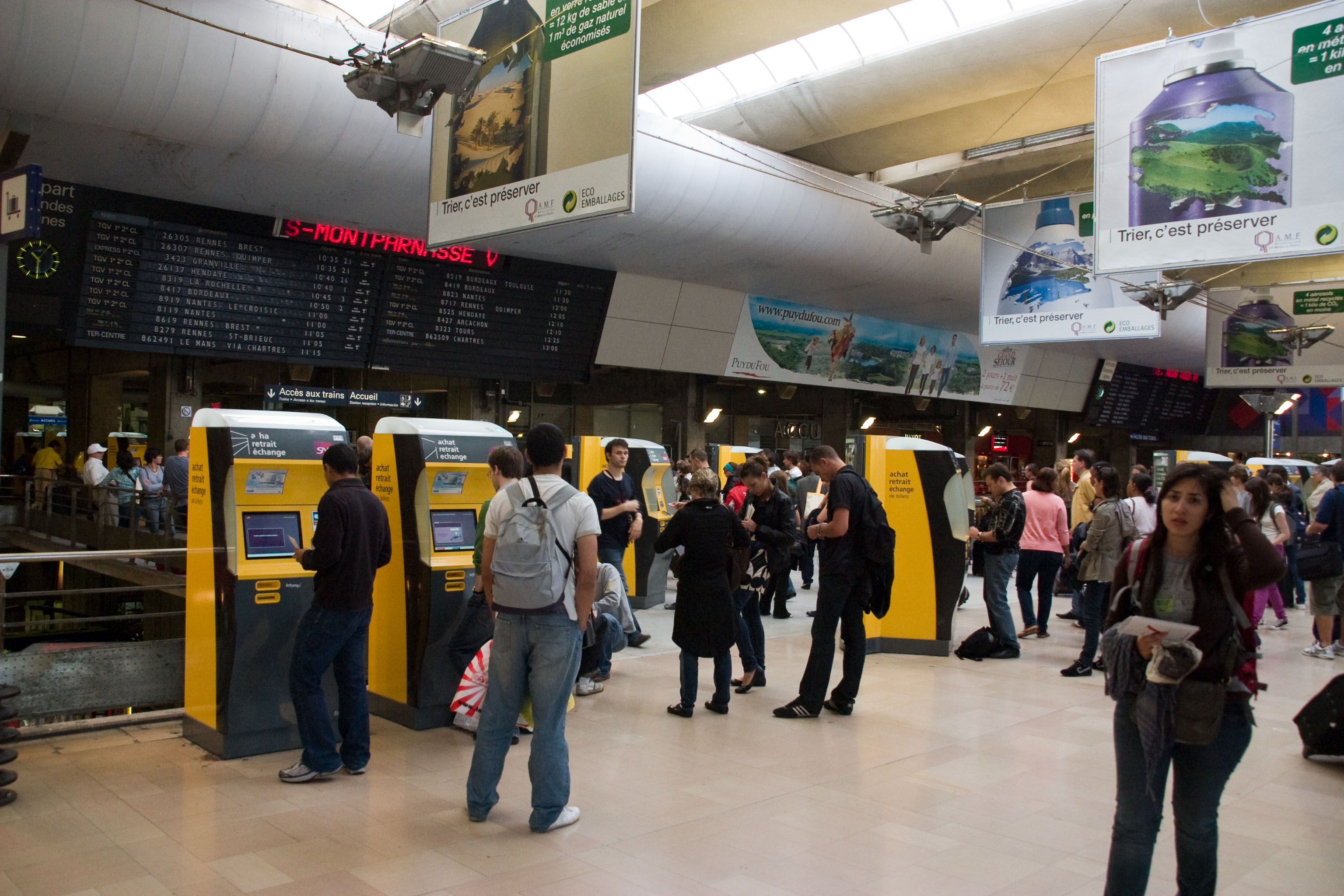
售票机，上方是列车时刻表
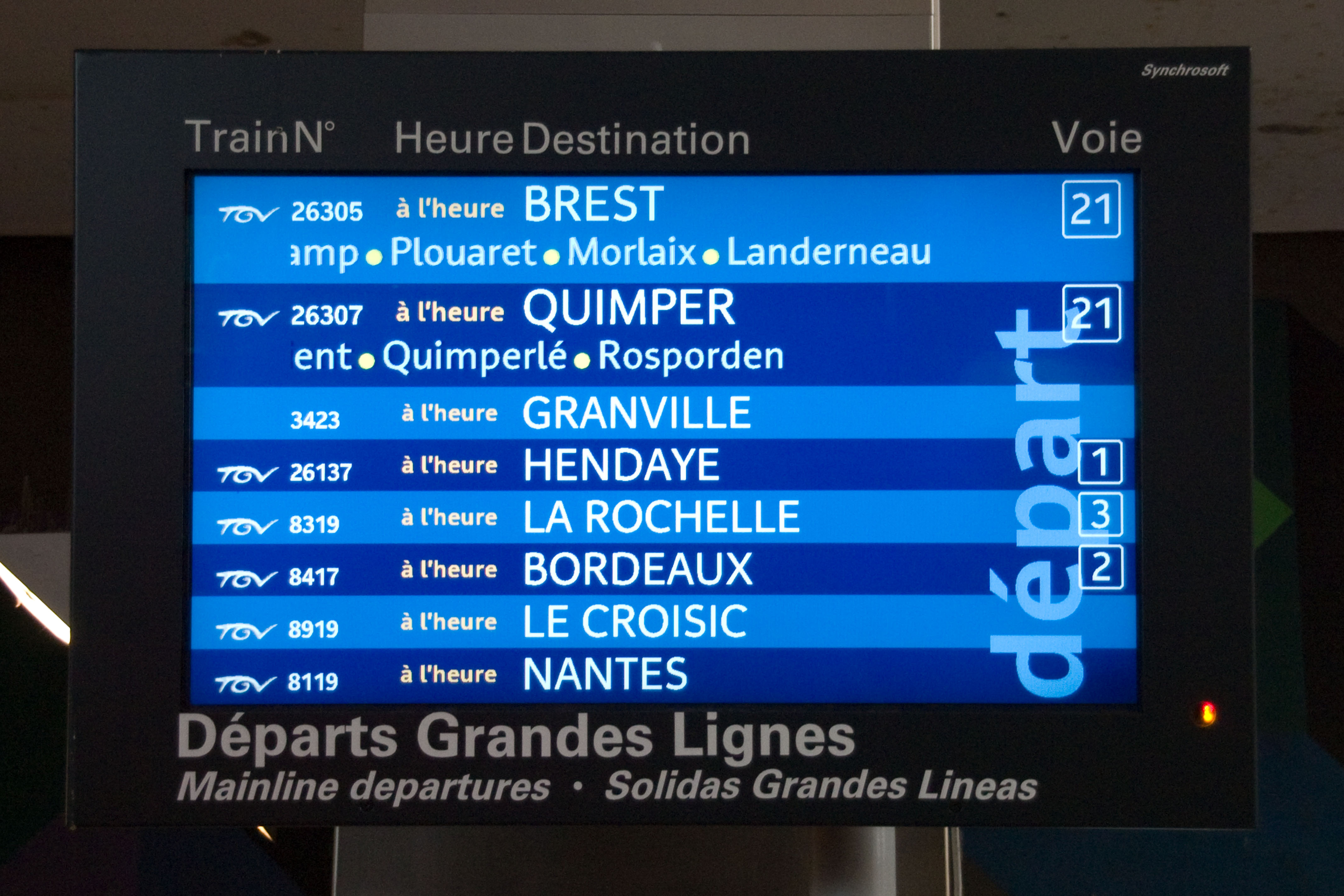
列车发车资讯
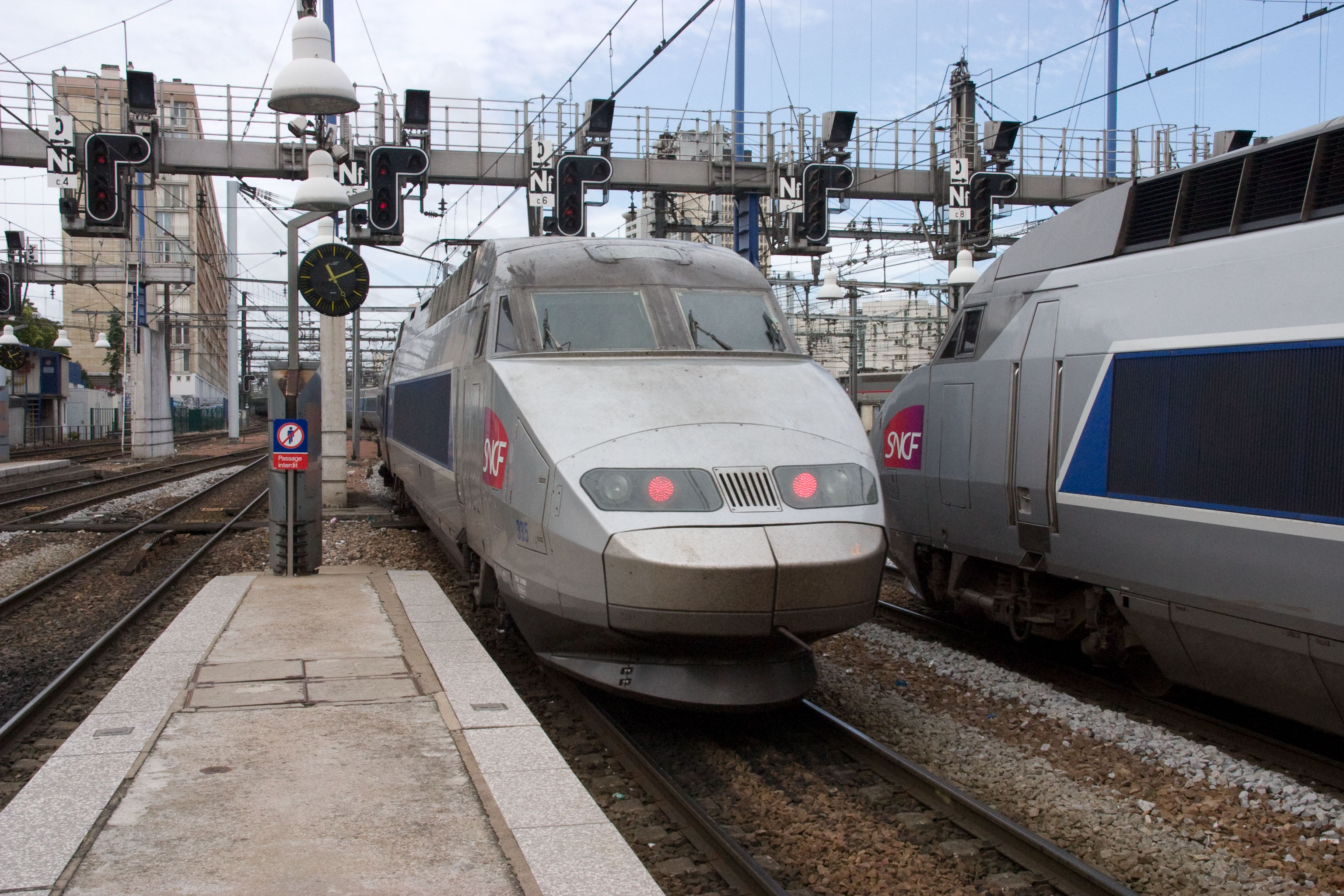
停靠的TGV列车
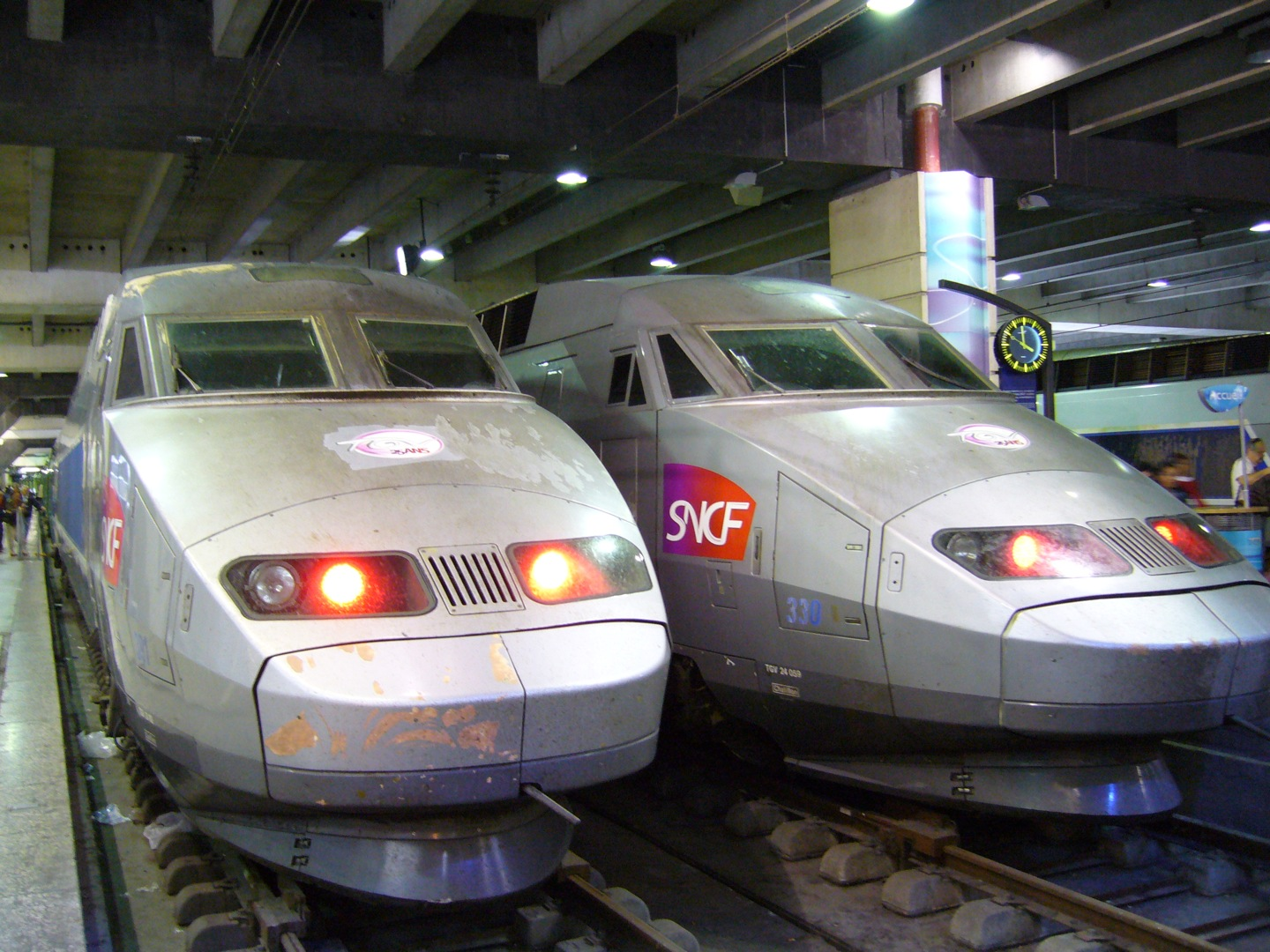
停靠的两列TGV
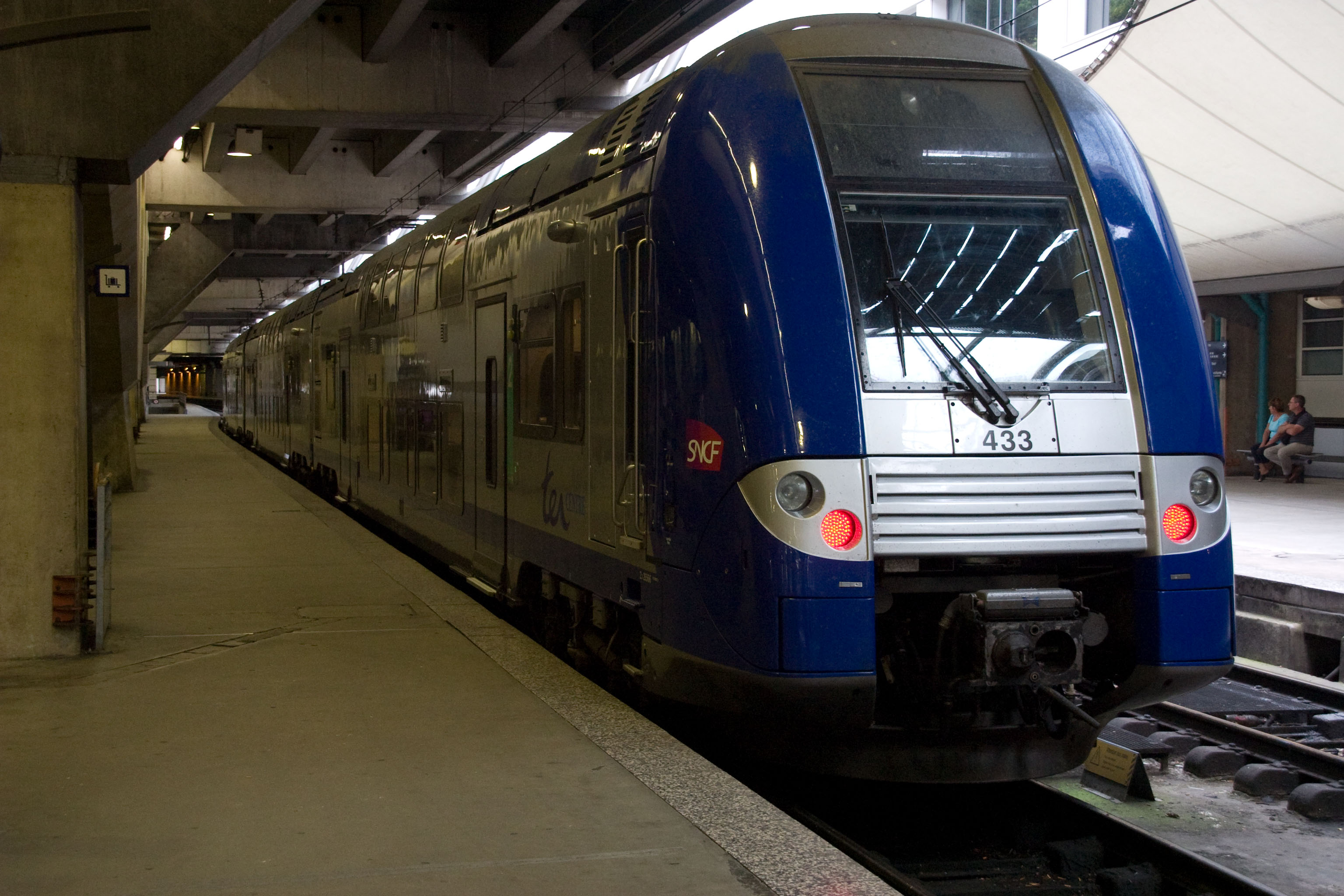
停靠的省际列车
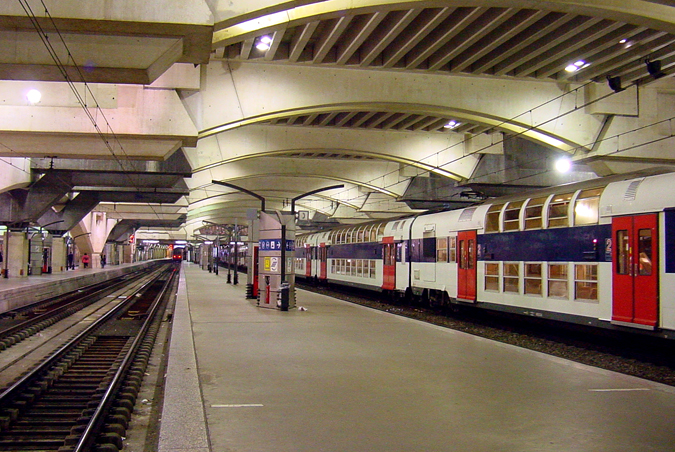
停靠的远郊车

## 附近车站
| 巴黎蒙帕纳斯站（Gare de Paris Montparnasse） |                    |                         |
| 上行车站                                     | 线路               | 下行车站                |
| （起点）                                     | 巴黎－勒阿弗尔铁路 | 旺沃-马拉科夫站 → 3.7km |